# Алексєєв Сергій Миколайович
Сергій Миколайович Алексєєв (14 вересня 1958, Жуковський, Московська область, СРСР) — український радянський хокеїст, захисник.

## Спортивна кар'єра
Вихованець команди «Вимпел» (Жуковський). У складі юнацької збірної СРСР став чемпіоном Європи 1975 року, московського ЦСКА — переможець молодіжного чемпіонату Радянського Союзу 1976 року.
Виступав за клуби СКА МВО (Калінін), «Сокіл» (Київ), «Динамо» (Мінськ) і «Динамо» (Харків). У чемпіонаті СРСР всього провів 664 матчі (40+73), у тому числі у вищій лізі — 134 (3+11). Останні чотири сезони своєї ігрової кар'єри відіграв за «Унію» (Освенцим). У її складі став чемпіоном Польщі і тричі віцечемпіоном. У сезонах 2003/04 і 2008/09 провів по декілька матчів за «Дніпро» (Херсон) і «Моржі» (Запоріжжя).

## Досягнення
- Чемпіон Європи серед юніорів: 1975
- Чемпіон Польщі: 1992
- Віцечемпіон Польщі: 1991, 1993, 1994

## Статистика
Статистика виступів у вищій лізі чемпіонату СРСР:
| Сезон               | Команда             | Ліга                | І   | Г | П  | 0  | Штр |
| ------------------- | ------------------- | ------------------- | --- | - | -- | -- | --- |
| 1978/79             | «Сокіл» (Київ)      | вища                | 11  | 0 | 3  | 3  | 6   |
| 1979/80             | «Сокіл» (Київ)      | вища                | 26  | 0 | 4  | 4  | 20  |
| 1980/81             | «Динамо» (Мінськ)   | вища                | 41  | 0 | 0  | 0  | 26  |
| 1988/89             | «Динамо» (Харків)   | вища                | 26  | 2 | 2  | 4  | 18  |
| 1989/90             | «Динамо» (Харків)   | вища                | 30  | 1 | 2  | 3  | 12  |
| Усього у вищій лізі | Усього у вищій лізі | Усього у вищій лізі | 134 | 3 | 11 | 14 | 82  |